# Grand Prix Monaka 1963
Grand Prix Monaka 1963 (oficiálně XXI Grand Prix de Monaco) se jela na okruhu Circuit de Monaco v Monte Carlu v Monaku dne 26. května 1963. Závod byl prvním v pořadí v sezóně 1963 šampionátu Formule 1.

## Kvalifikace
| Poř.   | No. | Jezdec              | Konstruktér    | Čas    | Ztráta | Pořadí na startu |
| ------ | --- | ------------------- | -------------- | ------ | ------ | ---------------- |
| 1      | 9   | Jim Clark           | Lotus-Climax   | 1:34.3 | —      | 1                |
| 2      | 6   | Graham Hill         | BRM            | 1:35.0 | +0.7   | 2                |
| 3      | 21  | John Surtees        | Ferrari        | 1:35.2 | +0.9   | 3                |
| 4      | 5   | Richie Ginther      | BRM            | 1:35.2 | +0.9   | 4                |
| 5      | 14  | Innes Ireland       | Lotus-BRM      | 1:35.5 | +1.2   | 5                |
| 6      | 4   | Dan Gurney          | Brabham-Climax | 1:35.8 | +1.5   | 6                |
| 7      | 20  | Willy Mairesse      | Ferrari        | 1:35.9 | +1.6   | 7                |
| 8      | 7   | Bruce McLaren       | Cooper-Climax  | 1:36.0 | +1.7   | 8                |
| 9      | 10  | Trevor Taylor       | Lotus-Climax   | 1:37.2 | +2.9   | 9                |
| 10     | 8   | Tony Maggs          | Cooper-Climax  | 1:37.9 | +3.6   | 10               |
| 11     | 11  | Jo Bonnier          | Cooper-Climax  | 1:38.6 | +4.3   | 11               |
| 12     | 25  | Jo Siffert          | Lotus-BRM      | 1:39.4 | +5.1   | 12               |
| 13     | 12  | Jim Hall            | Lotus-BRM      | 1:41.0 | +6.7   | 13               |
| 14     | 17  | Maurice Trintignant | Lola-Climax    | 1:41.3 | +7.0   | 14               |
| 15     | 15  | Chris Amon          | Lola-Climax    | 1:41.4 | +7.1   | DNS              |
| 16     | 24  | Bernard Collomb     | Lotus-Climax   | 1:43.3 | +9.0   | DNQ              |
| 17     | 3   | Jack Brabham        | Lotus-Climax   | 1:44.7 | +10.4  | 15               |
| Zdroj: |     |                     |                |        |        |                  |

## Závod
| Poř.   | No. | Jezdec                  | Konstruktér    | Počet kol | Čas/Odstoupení        | Pořadí na startu | Body |
| ------ | --- | ----------------------- | -------------- | --------- | --------------------- | ---------------- | ---- |
| 1      | 6   | Graham Hill             | BRM            | 100       | 2:41:49.7             | 2                | 9    |
| 2      | 5   | Richie Ginther          | BRM            | 100       | + 4.6                 | 4                | 6    |
| 3      | 7   | Bruce McLaren           | Cooper-Climax  | 100       | + 12.8                | 8                | 4    |
| 4      | 21  | John Surtees            | Ferrari        | 100       | + 14.1                | 3                | 3    |
| 5      | 8   | Tony Maggs              | Cooper-Climax  | 98        | + 2 kola              | 10               | 2    |
| 6      | 10  | Trevor Taylor           | Lotus-Climax   | 98        | + 2 kola              | 9                | 1    |
| 7      | 11  | Jo Bonnier              | Cooper-Climax  | 94        | + 6 kol               | 11               |      |
| 8      | 9   | Jim Clark               | Lotus-Climax   | 78        | Převodovka            | 1                |      |
| 9      | 3   | Jack Brabham            | Lotus-Climax   | 77        | Převodovka            | 16               |      |
| Ret    | 14  | Innes Ireland           | Lotus-BRM      | 40        | Nehoda                | 5                |      |
| Ret    | 20  | Willy Mairesse          | Ferrari        | 37        | Převodovka            | 7                |      |
| Ret    | 17  | Maurice Trintignant     | Lola-Climax    | 34        | Spojka                | 14               |      |
| Ret    | 4   | Dan Gurney              | Brabham-Climax | 25        | Diferenciál           | 6                |      |
| Ret    | 12  | Jim Hall                | Lotus-BRM      | 20        | Převodovka            | 13               |      |
| Ret    | 25  | Jo Siffert              | Lotus-BRM      | 3         | Motor                 | 12               |      |
| DNS    | 15  | Chris Amon              | Lola-Climax    |           | Vůz řídil Trintignant | (15)             |      |
| DNQ    | 24  | Bernard Collomb         | Lotus-Climax   |           |                       |                  |      |
| WD     | 1   | Phil Hill               | ATS            |           | Vůz nebyl připraven   |                  |      |
| WD     | 2   | Giancarlo Baghetti      | ATS            |           | Vůz nebyl připraven   |                  |      |
| WD     | 16  | John Campbell-Jones     | Lotus-BRM      |           | Poškozená převodovka  |                  |      |
| WD     | 18  | Ian Burgess             | Scirocco-BRM   |           | Vůz nebyl připraven   |                  |      |
| WD     | 19  | Tony Settember          | Scirocco-BRM   |           | Vůz nebyl připraven   |                  |      |
| WD     | 22  | Nasif Estéfano          | De Tomaso      |           |                       |                  |      |
| WD     | 23  | Lorenzo Bandini         | BRM            |           |                       |                  |      |
| WD     | 24  | Carel Godin de Beaufort | Porsche        |           |                       |                  |      |
| Zdroj: |     |                         |                |           |                       |                  |      |

## Průběžné pořadí po závodě
Pohár jezdců
| Pořadí | Jezdec         | Body |
| ------ | -------------- | ---- |
| 1      | Graham Hill    | 9    |
| 2      | Richie Ginther | 6    |
| 3      | Bruce McLaren  | 4    |
| 4      | John Surtees   | 3    |
| 5      | Tony Maggs     | 2    |
| Zdroj: |                |      |

Pohár konstruktérů
| Pořadí | Konstruktér   | Body |
| ------ | ------------- | ---- |
| 1      | BRM           | 9    |
| 2      | Cooper-Climax | 4    |
| 3      | Ferrari       | 3    |
| 4      | Lotus-Climax  | 1    |
| Zdroj: |               |      |